# E(38)
El bosón E(38) (o bosón E38) es una partícula con una masa aproximada de 38 MeV/c2 cuya existencia fue verificada en agosto de 2012 por el acelerador de Dubná. El descubrimiento tiene una significación de alrededor de 5 sigma.
Este bosón es la partícula nuclear más ligera de la que se ha tenido conocimiento. Es unas 3.5 veces más ligera que el pion de carga neutra, la cual es la partícula nuclear más ligera con diferencia y unas 25 veces menos pesada que el protón. Fue mencionado por primera vez en febrero de 2011. Un año después, se anunció la detección de una señal muy clara de su existencia.
Sin embargo, a día de hoy [¿cuándo?] su existencia sigue bajo debate.

## Teoría
El descubrimiento de la partícula E(38) no había sido predicha por el modelo estándar. Se ha dicho que esta nueva partícula podría ser el bosón de Higgs de la interacción nuclear fuerte. Actualmente, se están desarrollando teorías que incluyan el bosón E(38).

## Críticas
El descubrimiento ha sido muy criticado, particularmente, se ha cuestionado el uso excesivo de decimales en los resultados. Se han obtenido resultados similares a los de Dubna en otros aceleradores pero no fueron datos definitivos. También, se ha sugerido una estructura compuesta pero parece no ser satisfactoria.